# Čéč z Isenberka
Čéč z Isenberka (před 1175 - po 1182) byl český šlechtic a královský úředník z rodu pánů z Isenberka, kteří se až do konce 13. století nazývali pány ze Železnice. Tento rod pravděpodobně neměl nic společného s východočeským rodem pánů ze Železnice.

## Život
Čéč je poprvé zmiňován v letech 1175-1177, kdy zastával místo dvorského sudího (iudex curiae). Roku 1180 či 1181 je uváděn na listině cisterciáckého kláštera v Plasech. Tehdy měl klášteru darovat osady Býkov, Vlčkov a Újezd (snad zaniklý u Kaznějova), které dříve získal za zásluhy od knížete Fridricha. Naopak od kláštera získal statek Sedlecko. V roce 1180 je uváděn jako Cacc comes de Zeleznice. Podle Palackého v té době zastával funkci župana či kastelána. Jeho synem byl Budivoj, v letech 1205-1213 dvorský sudí.

## Sídlo
Kde měl Čéč svoje sídlo, není známo. Dosud se objevili dvě teorie, obě se ovšem nepodařilo potvrdit. Podle první myšlenky stávalo u Třebekovské hájenky, nedaleko Jarova na Plzeňsku. V roce 1984 zde byl proveden archeologický výzkum, při kterém se zde nalezl hospodářský dvůr a tvrz ze 14. století, které stály v blízkosti zaniklé obce ze 13. století – snad Třebokova. Podle druhé teorie se nacházelo na Jičínsku a stávalo v místech pozdějšího hradu Železnice, který zanikl ve 14. století. Dosud se však nepotvrdilo, že právě zdejší hrad, byl centrem oné župy.